# 岭顶站
岭顶站是位于内蒙古自治区牙克石市岭顶村的一个铁路车站，邮政编码22165。车站建于1954年，有牙林铁路经过该站，现不办理客货运业务。车站距离牙克石183公里，隶属哈尔滨铁路局，是五等站。